# Sicyos ignarus
Sicyos ignarus är en gurkväxtart som beskrevs av Mart.-crov. Sicyos ignarus ingår i släktet hårgurkor, och familjen gurkväxter. Inga underarter finns listade i Catalogue of Life.